# Helmut Schelsky

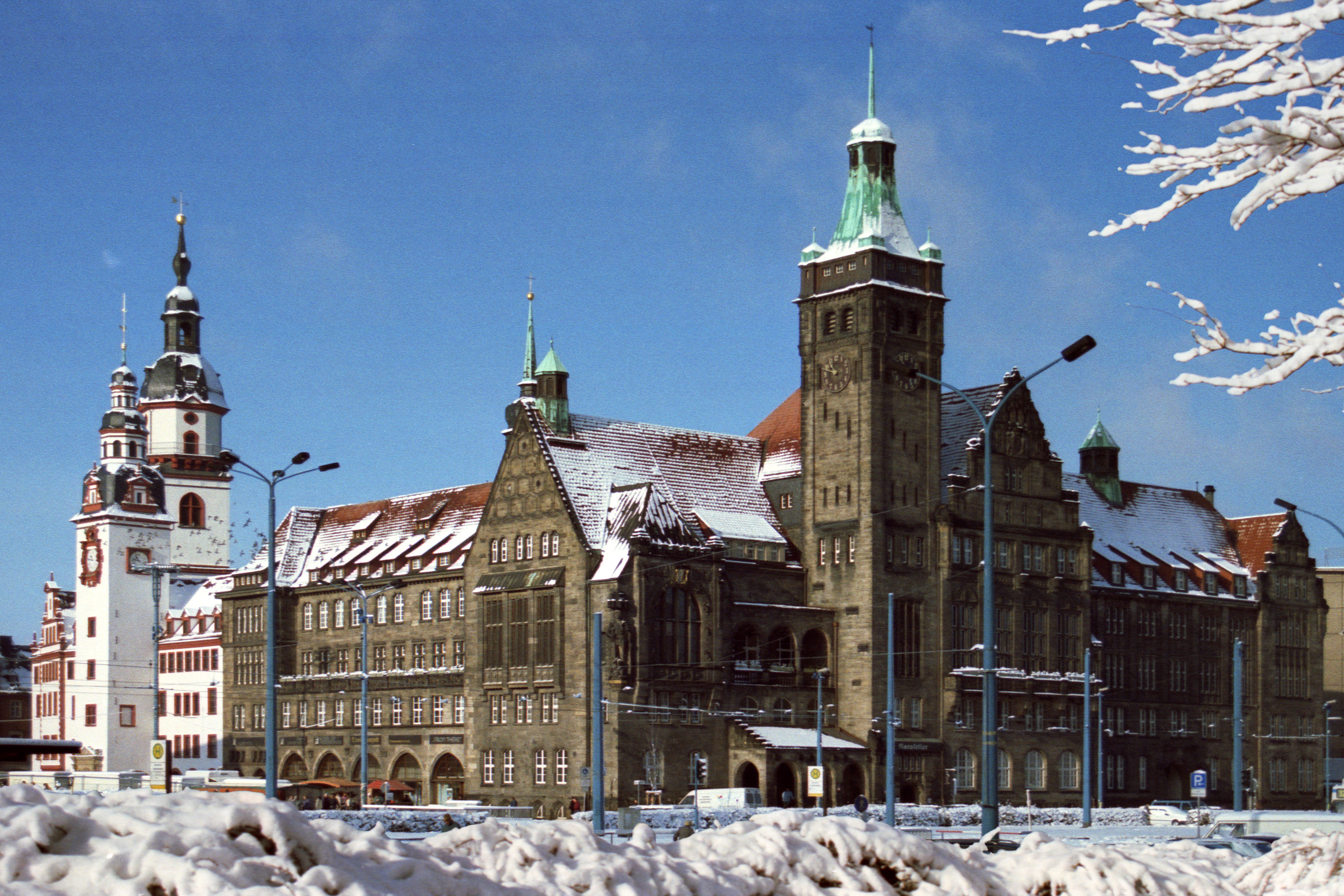
Chemnitz Rathaus

Helmut Wilhelm Friedrich Schelsky (Chemnitz, 14 de octubre de 1912-Munster, 24 de febrero de 1984) fue un sociólogo alemán. Junto a Theodor W. Adorno y René König, fue el representante alemán más conocido de su campo en las primeras décadas posteriores a la Segunda Guerra Mundial. Como iniciador de estudios empíricos en muy diferentes subáreas de la sociología y como promotor de jóvenes investigadores, tuvo una particular influencia en el desarrollo de la materia. Sin embargo, a diferencia de Adorno y König, Schelsky no formaba parte de una escuela.

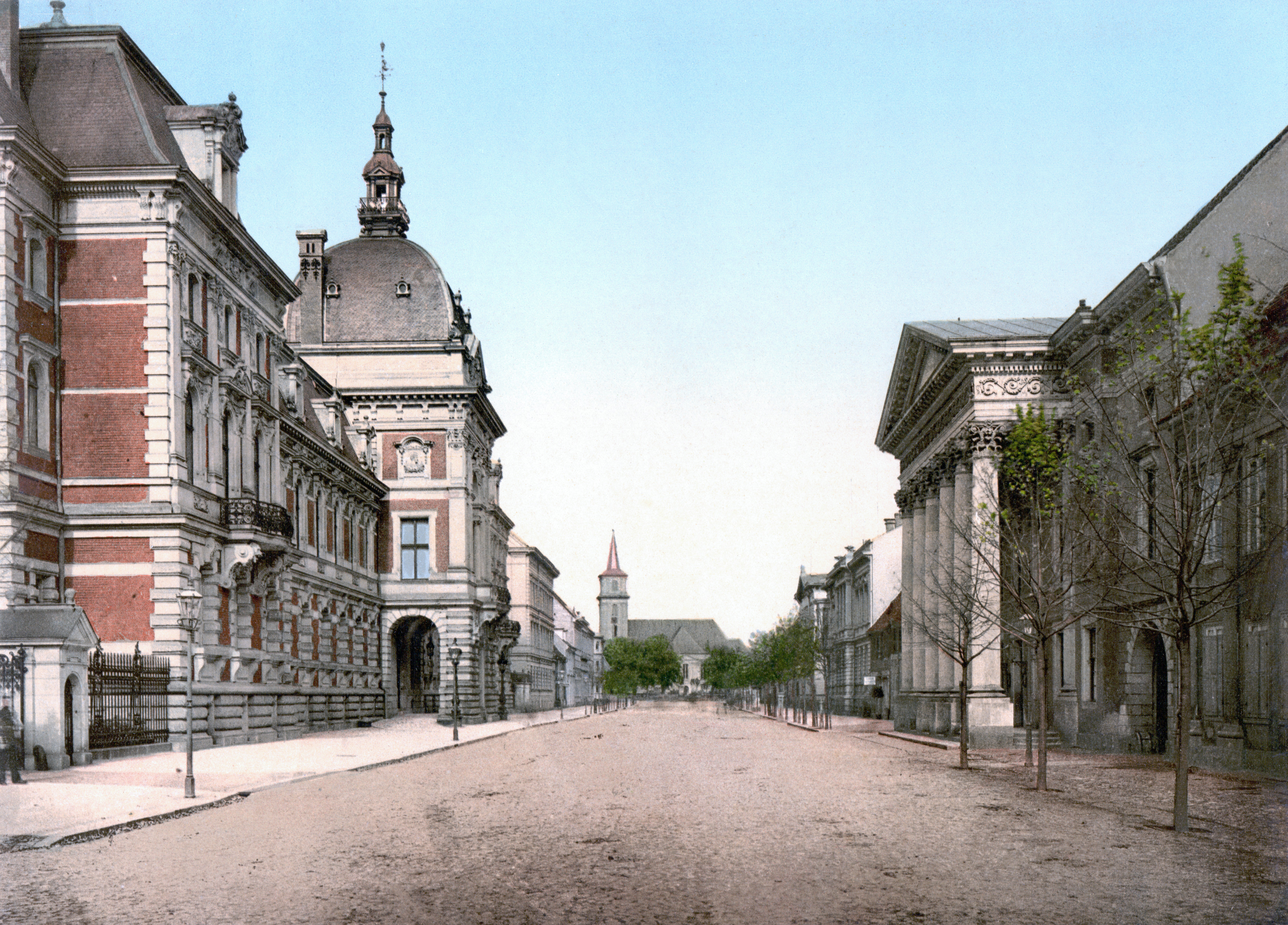
Dessau Cavalierstraße 1900

En 1929 se convirtió en miembro de la Unión Nacionalsocialista de Estudiantes, en 1932 de las SA y de la Unión Nacionalsocialista de Estudiantes Alemanes, en 1937 se unió al NSDAP. Schelsky recibió su formación filosófico-académica bajo el nacionalsocialismo de representantes de la Escuela de Sociología de Leipzig. En los meses finales de la Segunda Guerra Mundial, fue designado para una cátedra de sociología en la Universidad del Reich en Estrasburgo, pero ya no pudo profesar allí. 

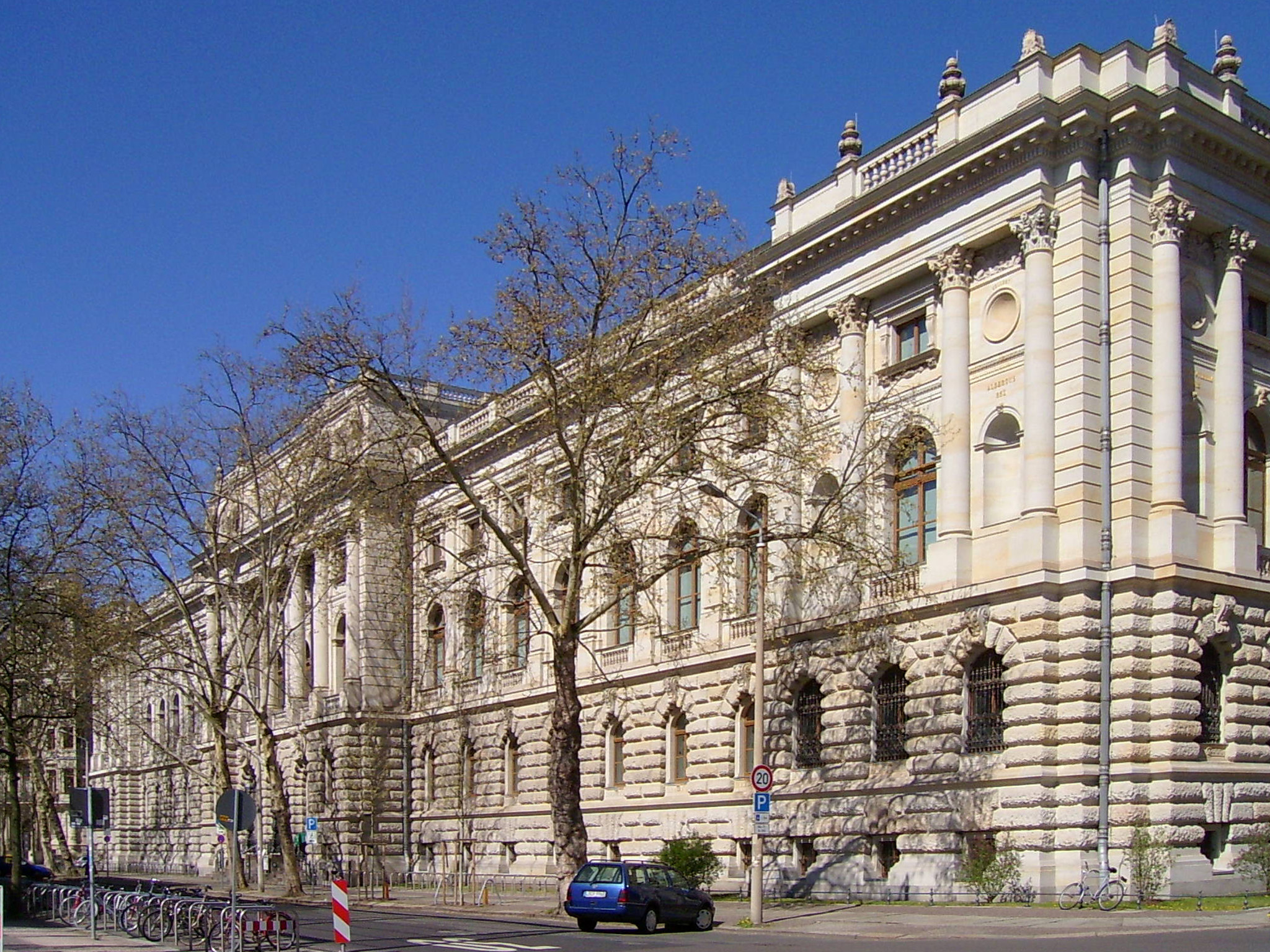
Bibliotheca Albertina Leipzig

Después del final de la guerra, creó el servicio de búsqueda de la Cruz Roja Alemana. A partir de 1948 continuó su carrera académica como profesor en la recién fundada Academia de Economía Pública de Hamburgo. En 1953 se trasladó a la Universidad de Hamburgo, en 1960 a la Universidad de Münster, donde también fue director del centro de investigación social de la Universidad de Münster en Dortmund. Desde la segunda mitad de la década de 1960 desempeñó un papel clave en la fundación de la Universidad de Bielefeld. Desde 1970 enseñó allí en la única facultad de sociología de Alemania que creó. En 1973 fue transferido de regreso a la facultad de derecho de la Universidad de Münster, junto con su cátedra. Tras su jubilación en 1978, siguió siendo profesor honorario de sociología jurídica en la Universidad de Graz.
En las décadas de 1950 y 1960, Schelsky estaba cerca del SPD y la DGB y, con sus extensos escritos, era “el enfoque clave para el espíritu de la época”. Términos bien conocidos que se remontan a él son la “generación escéptica” y la “sociedad nivelada de clase media”. Un éxito de ventas en rústica fue su "Sociología de la sexualidad" (1955), en el que examinó críticamente el informe de Kinsey "Comportamiento sexual de la mujer humana" (1953) y describió "la relación sexual homosexual" como "comportamiento sexual anormal". En este sentido, abogó en 1957 como experto en sociología ante el Tribunal Constitucional Federal por la retención de la responsabilidad penal por el comportamiento homosexual masculino. En el contexto de los movimientos de 1968, se convirtió en un escritor político conservador con un diagnóstico de la época que avaló el "Decreto Radical" y terminó llamándose "antisociólogo". Su escrito más conocido de esta última fase es “El trabajo lo hacen los demás. Lucha de clases y dominio de los sacerdotes por los intelectuales”.

## Trayectoria
Helmut Schelsky era hijo del secretario de aduanas Franz Schelsky y su esposa Ida (de soltera Sasse). Pasó su infancia en el pueblo de Anhalt de Frose y asistió a la escuela primaria en Dessau. En la década de 1920 se unió a los Boy Scouts y tuvo sus primeras "experiencias decisivas" fuera de la familia. En 1929 se unió a la Asociación Nacionalsocialista de Estudiantes. Según su alumno Bernhard Schäfers, la pertenencia al movimiento juvenil fue formativa para él.

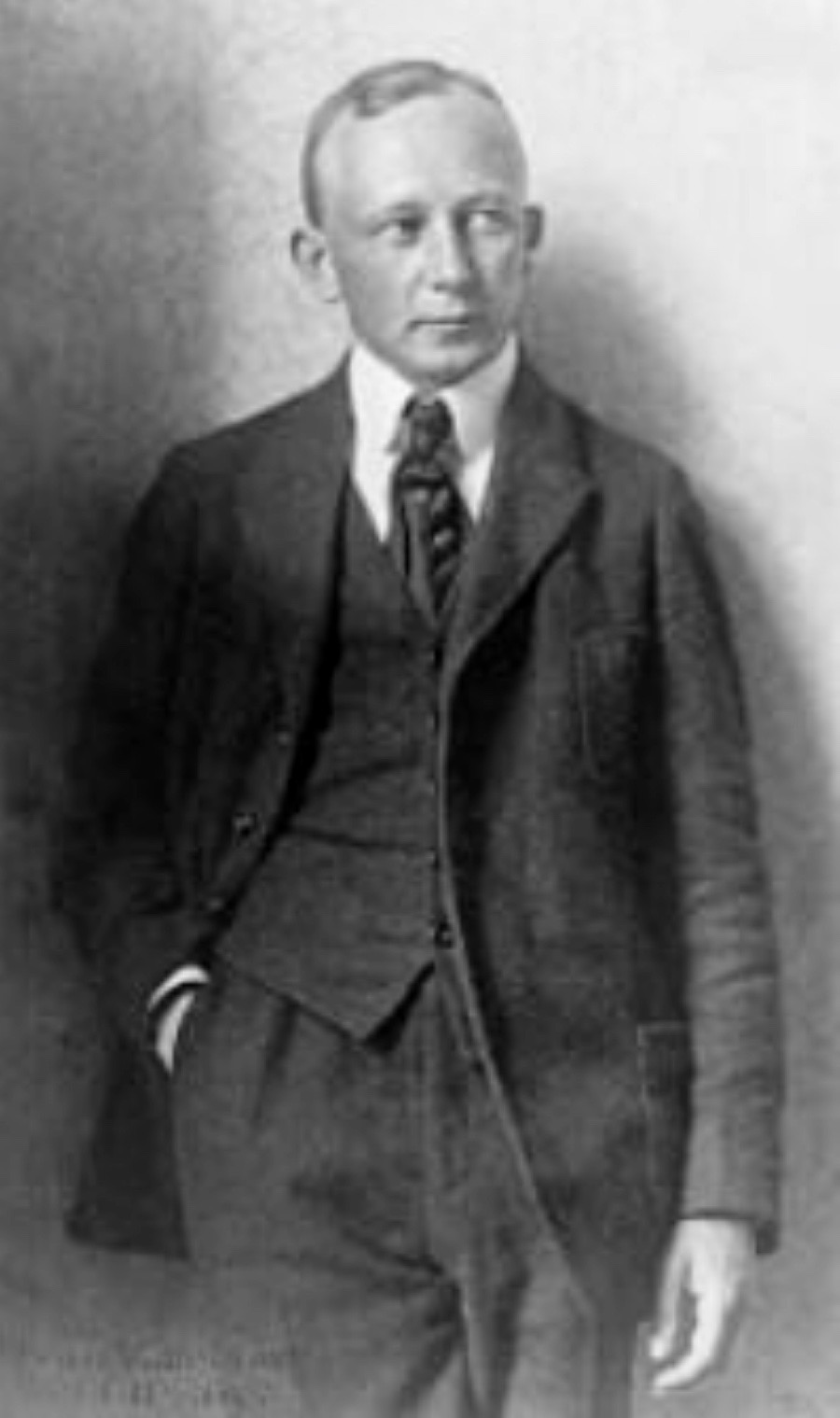
Profesor académico y amigo paternal de Schelsky: Hans Freyer, aquí alrededor de 1925.

### Estudios y avance académico bajo el nacionalsocialismo
Después de graduarse de la escuela secundaria, Schelsky comenzó a estudiar historia del arte en la Universidad de Königsberg en el semestre de verano de 1931. Había elegido esta universidad porque era la más alejada de su ciudad natal. Sin embargo, solo se quedó con lo que entonces se conocía como “semestre fronterizo”. Ya en el semestre de invierno de 1931/32, cambió de universidad y destino de estudios. Se matriculó en filosofía en la Universidad de Leipzig y quedó muy impresionado por el joven profesor Arnold Gehlen. El profesor de sociología de Leipzig Hans Freyer (que ya había participado en el primer Freideutscher Jugendtag en el Hohen Meißner en 1913) se convirtió en un amigo paternal durante sus estudios. Volker Kempf nombra las ventajas de tales contactos: Quienes, como Schelsky, tenían objetivos de carrera académica podían ver el movimiento juvenil como un útil trampolín en el camino hacia su objetivo. A la edad de 19 años, Schelsky se unió a las SA en 1932 y se convirtió en miembro de la Unión Nacionalsocialista de Estudiantes Alemanes, en la que pronto ascendió para convertirse en el jefe de distrito y líder estudiantil adjunto de Gau del NSDAP en Gau Magdeburg-Anhalt. Anticomunista acérrimo, postura que mantuvo durante toda su vida, se convirtió en el director de formación de las Juventudes Hitlerianas de Alemania Central en 1933.
En ese año publicó su primer texto, un pequeño artículo en el mensual Ständisches Leben. Ya en 1931, el principal ideólogo nazi Alfred Rosenberg se había peleado con Ottmar Spann, el principal teórico del estado corporativo (austrofascismo), por la orientación ideológica del nacionalsocialismo. Con su siguiente publicación, Schelsky demostró entonces su capacidad de adaptación a la ideología imperante. Socialist Lifestyle, publicado en 1934, afirma que el verdadero socialismo es “eliminar o incluso destruir a las personas que no cumplen con sus deberes para con el pueblo o que incluso lo dañan.

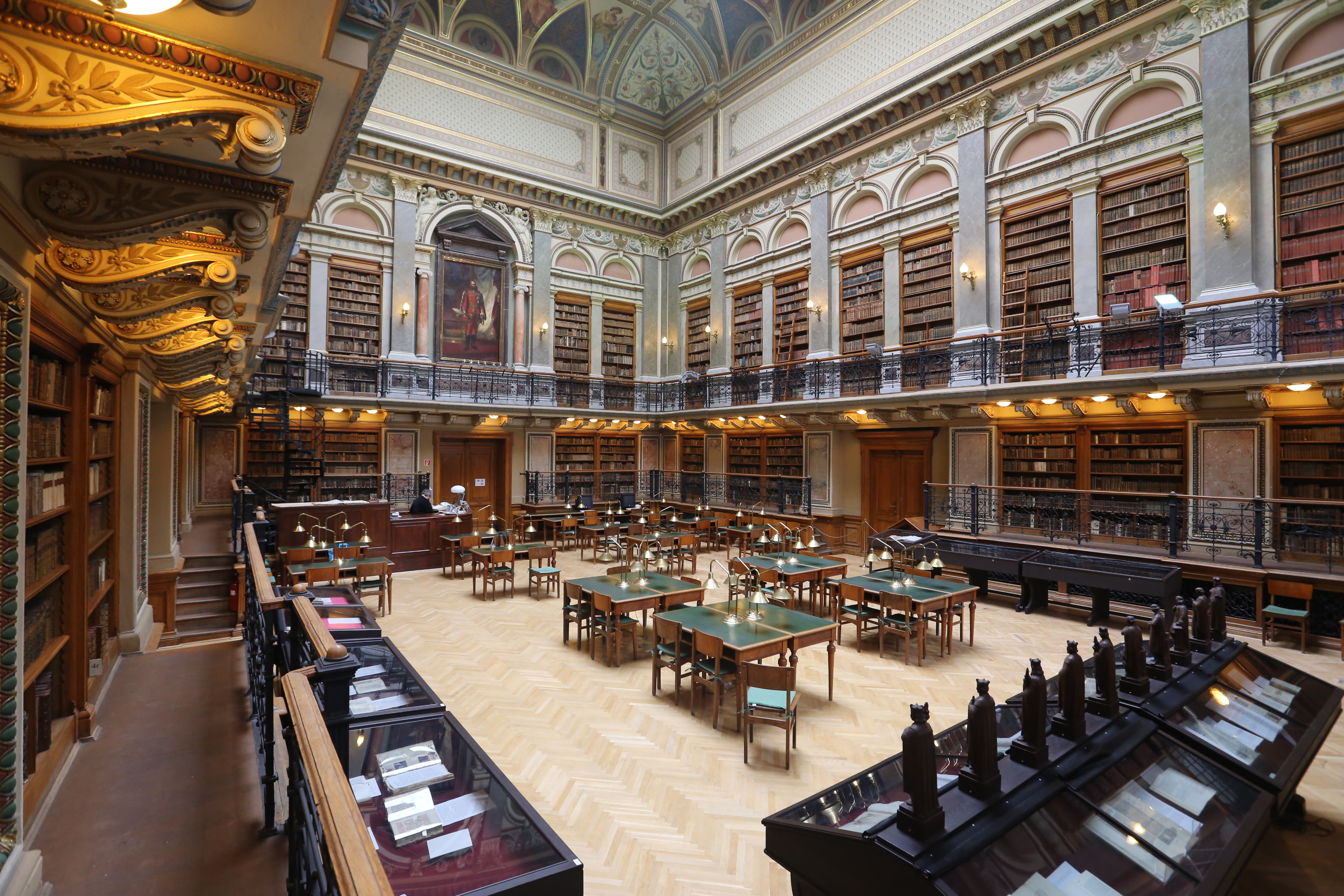
Biblioteca de la Universidad Eötvös Loránd

Con una tesis sobre el tema de La teoría comunitaria basada en la 'ley natural' de Fichte de 1796, Schelsky recibió su doctorado en 1935 en la Universidad de Leipzig y también aprobó el examen estatal para puestos docentes superiores. El 1 de mayo de 1937 se convirtió en miembro del NSDAP y profesor en la oficina de Rosenberg. Su participación en la creación de planes de estudio y materiales didácticos para la escuela secundaria del NSDAP fue impedida por un informe "demoledor" de Alfred Baeumler. Su cercanía documentada al "Movimiento Spann", que mientras tanto había sido completamente marginado, y su lucha por la autonomía derivada del movimiento juvenil no lo hacían fiable para esta tarea en la medida esperada.

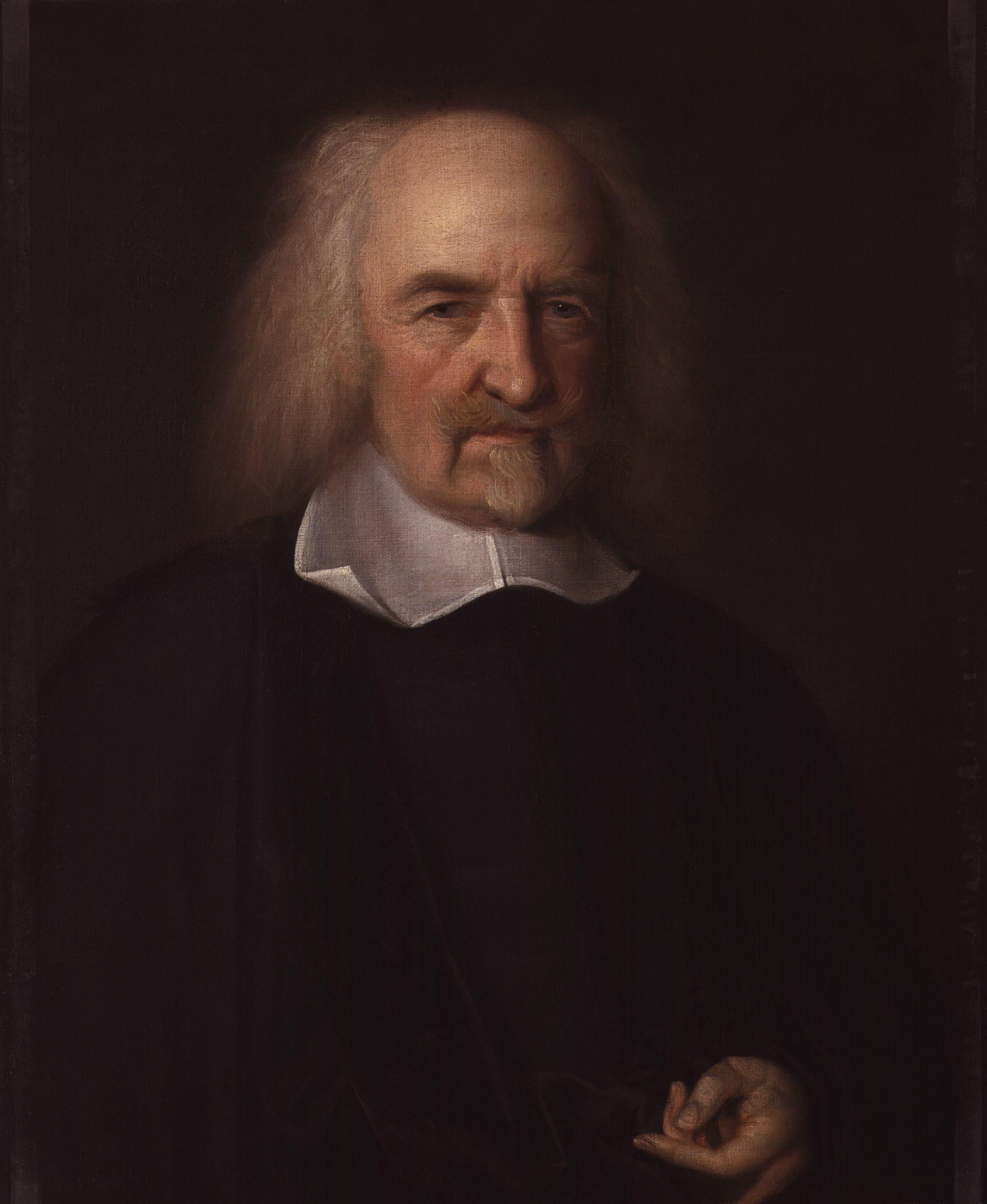
Thomas Hobbes por John Michael Wright

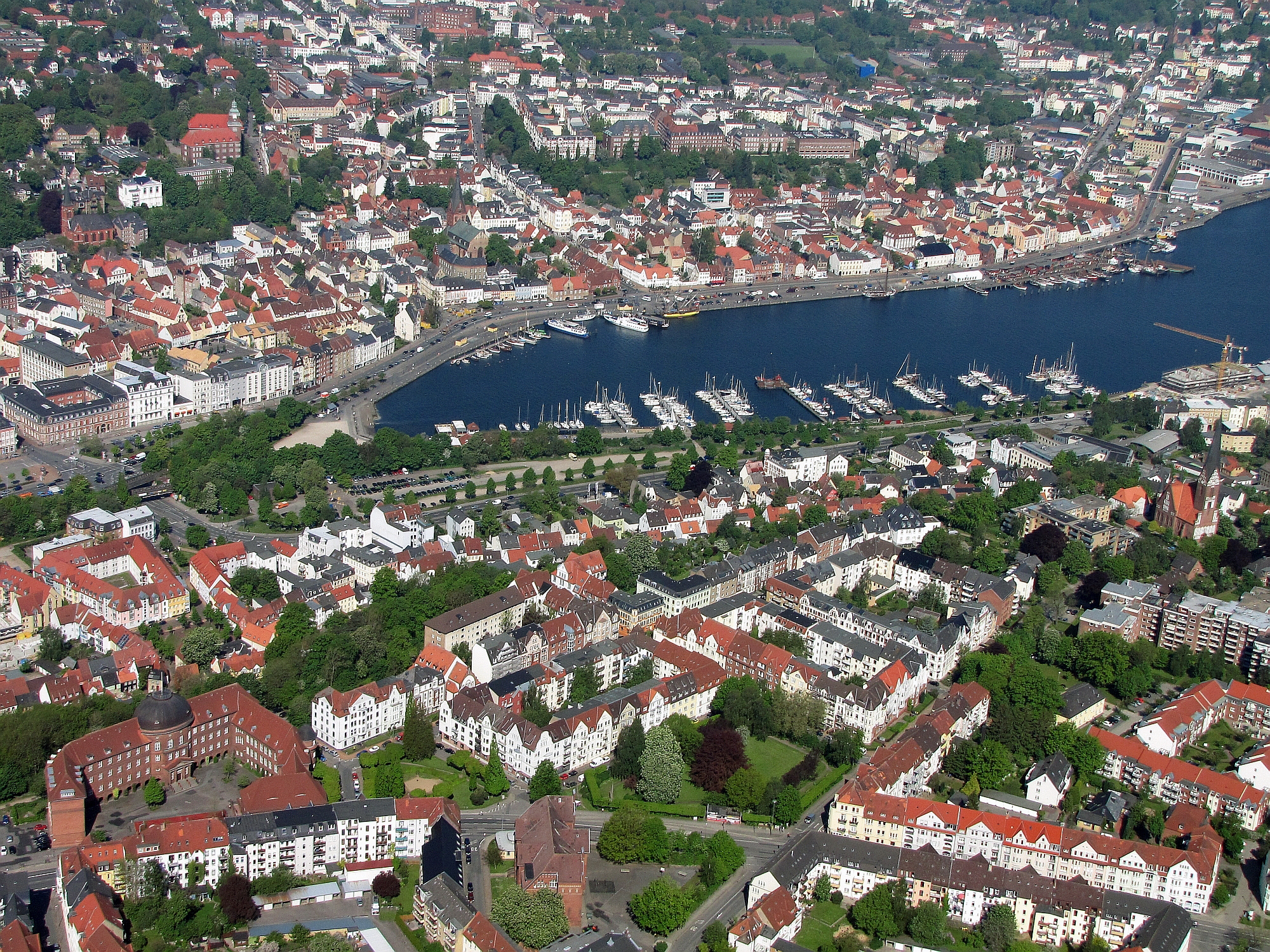
Flensburgo

En 1936/37, Schelsky recibió una beca de habilitación de la Fundación Alemana de Investigación y en 1937 se convirtió en asistente de Arnold Gehlen en la Universidad de Leipzig. En noviembre de 1938 siguió a Gehlen a la Universidad de Königsberg, donde recibió su habilitación a principios de 1939 de manos de Gehlen y Gunther Ipsen. El título de su tesis de habilitación fue Thomas Hobbes: una lección política. Este trabajo fue sugerido por Hans Freyer y Carl Schmitt, Schelsky solo lo publicó en 1981. Con su habilitación recibió la llamada doble venia para impartir filosofía y sociología. Esto se hizo a petición expresa de Schelsky, aunque la sociología se consideraba una "disciplina judía".
Desde el comienzo de la Segunda Guerra Mundial, Schelsky alternó entre asignaciones militares (primero como cabo, luego como teniente y finalmente como primer teniente) y la enseñanza académica. En 1941 fue asistente de Hans Freyer en Budapest (Freyer fue allí director del Instituto Cultural Alemán y profesor invitado de historia cultural alemana en la Universidad Eötvös Loránd). Además, Schelsky había aceptado varios cambios de destino académico. En 1943 fue destinado a la Universidad del Reich en Estrasburgo, pero no pudo asumir la cátedra porque fue asignado al Frente Oriental como soldado de infantería. En 1944 se casó con Hildegard Brettle, una hija del Fiscal Jefe del Reich Emil Brettle. Tuvieron dos hijos, uno de los cuales es Wilhelm Schelsky.

### Carrera científica en la República Federal de Alemania

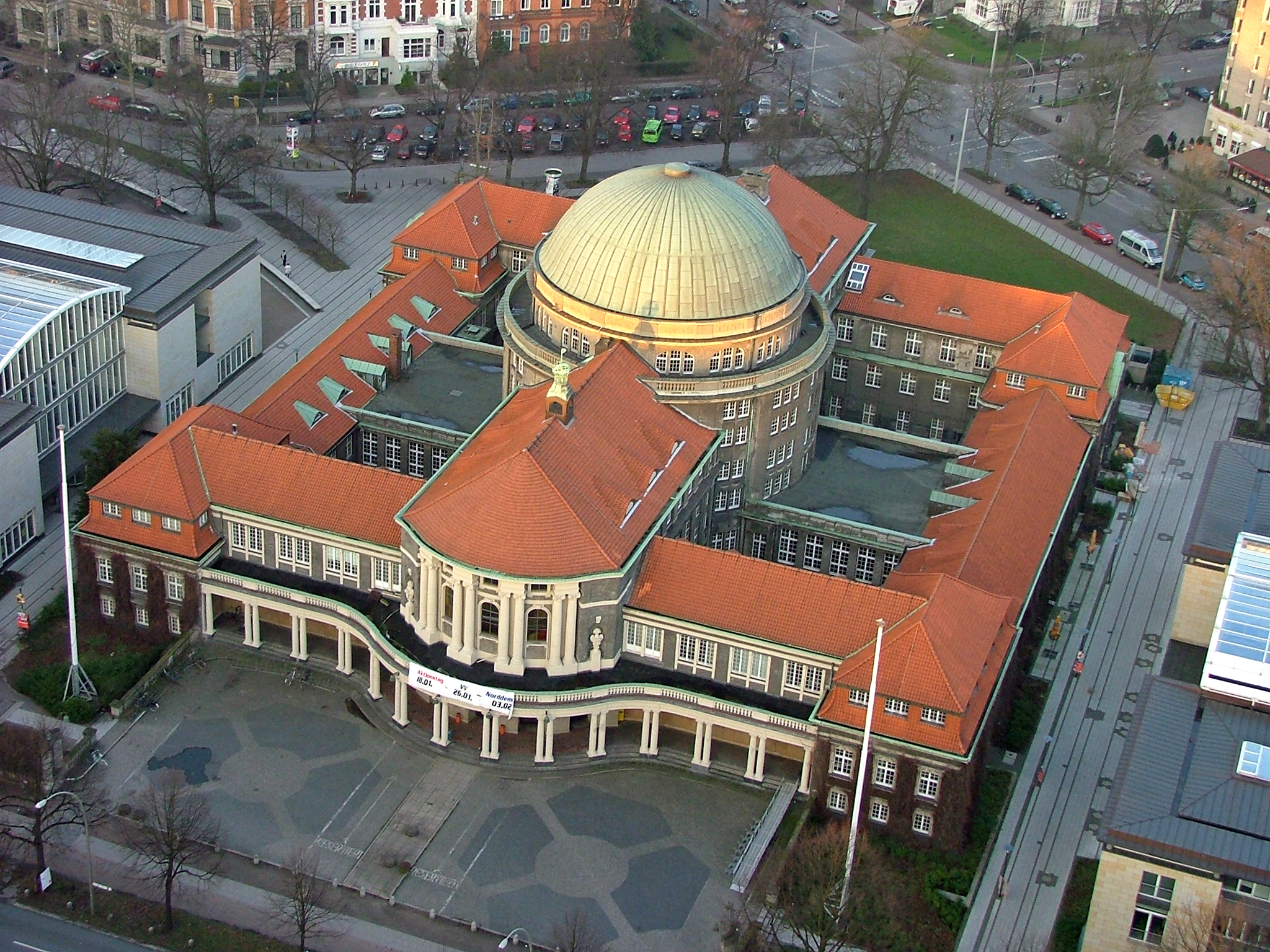
Universidad de Hamburgo

En mayo de 1945, poco antes del final de la guerra, Schelsky y su amigo Kurt Wagner, a quien conocía de sus días de estudiante en Leipzig y de la oficina de Rosenberg, cruzaron el mar Báltico desde el frente colapsado en Prusia Oriental hasta Flensburgo, donde el último gobierno del Reich se había asentado por unas semanas. Fueron comisionados por el Alto Mando de la Armada en la zona especial de Mürwik para atender a los refugiados de Prusia Oriental. Comenzaron a registrar las llegadas. Establecieron una oficina en la Grosse Strasse, a la que llamaron “Cruz Roja Alemana, organización de ayuda a los refugiados, servicio de investigación, archivo de búsqueda central”. Ese fue el núcleo del DRK Tracing Service. Rechazó ofertas para convertirse en gerente de la DRK. Quería retomar su interrumpida carrera académica. En 1946, con la publicación del texto La voluntad libre de los pueblos y la idea del Estado planificado en una editorial socialdemócrata, ya había vuelto a publicar en ciencias sociales. Después de trabajar para el servicio de búsqueda durante un año y medio, los Schelsky se trasladaron a Jöhlingen en Baden, donde pudieron vivir en la casa de los abuelos de Hildegard. Allí fue clasificado por el tribunal arbitral competente en la categoría IV de desnazificación (“seguidor”).
Junto con Arnold Gehlen, que había encontrado alojamiento en la ciudad suaba de Illereichen, Schelsky estudió las obras clave de las ciencias sociales estadounidenses a partir de 1947 en la Biblioteca Americana de Karlsruhe. Como resultado, pronto ambos tuvieron una gran ventaja de información sobre sus colegas especialistas. Debido a este avance enorme y políticamente insospechado en el conocimiento (que, según sus propias declaraciones, seguiría aprovechando durante décadas), Schelsky fue designado para ocupar una cátedra de sociología en la recién fundada Academia de Economía Pública de Hamburgo en el otoño de 1948.

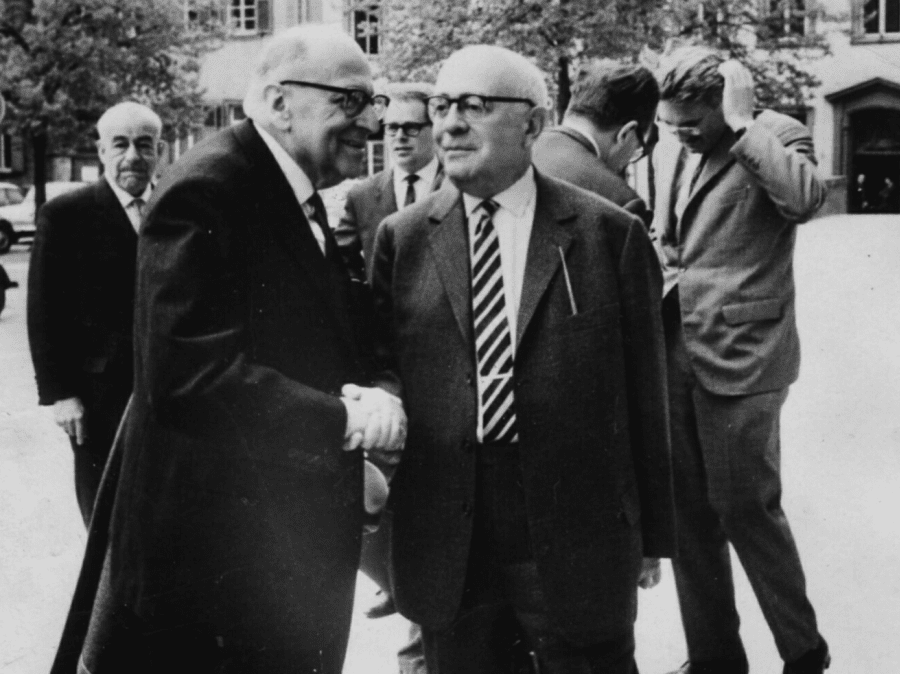
La escuela rival: Adorno, Horkheimer, Habermas

#### Hamburgo
La Academia de Economía Comunitaria se sindicalizó e involucró a Schelsky en redes socialdemócratas que incluían a Helmut Schmidt y Karl Schiller. En la academia inició varias investigaciones, cuyos resultados se convirtieron en la base de sus publicaciones posteriores en las áreas de la familia, la juventud y la sociología industrial. En 1949/50, por ejemplo, con la ayuda de su asistente Gerhard Wurzbacher y junto con alrededor de 120 estudiantes, llevó a cabo encuestas detalladas de familias de refugiados, que se convirtieron en el material de su primera monografía sociológica "Cambios en la familia alemana en el presente". (1953).
En 1953 Schelsky se trasladó a la Universidad de Hamburgo. La facultad de filosofía (que inicialmente prefirió a Helmuth Plessner) se preocupó por encontrar una conexión con una sociología que se practicaba internacionalmente. Además, esta sociología tenía que asumir tareas prácticas y de investigación para el desarrollo de la vida social alemana. Según Karl-Siegbert Rehberg, Schelsky cumplió con estos requisitos "con bravura" y enfatizó la orientación de la sociología hacia la investigación empírica en lugar de cualquier marco filosófico o ideológico. Esto coincidía con la visión entonces generalizada del quehacer del sujeto, que también estaba representada por René König. Como escribió más tarde, Schelsky quería reducir la tarea de la sociología a mostrar “lo que sucede de todos modos y no se puede cambiar en absoluto.

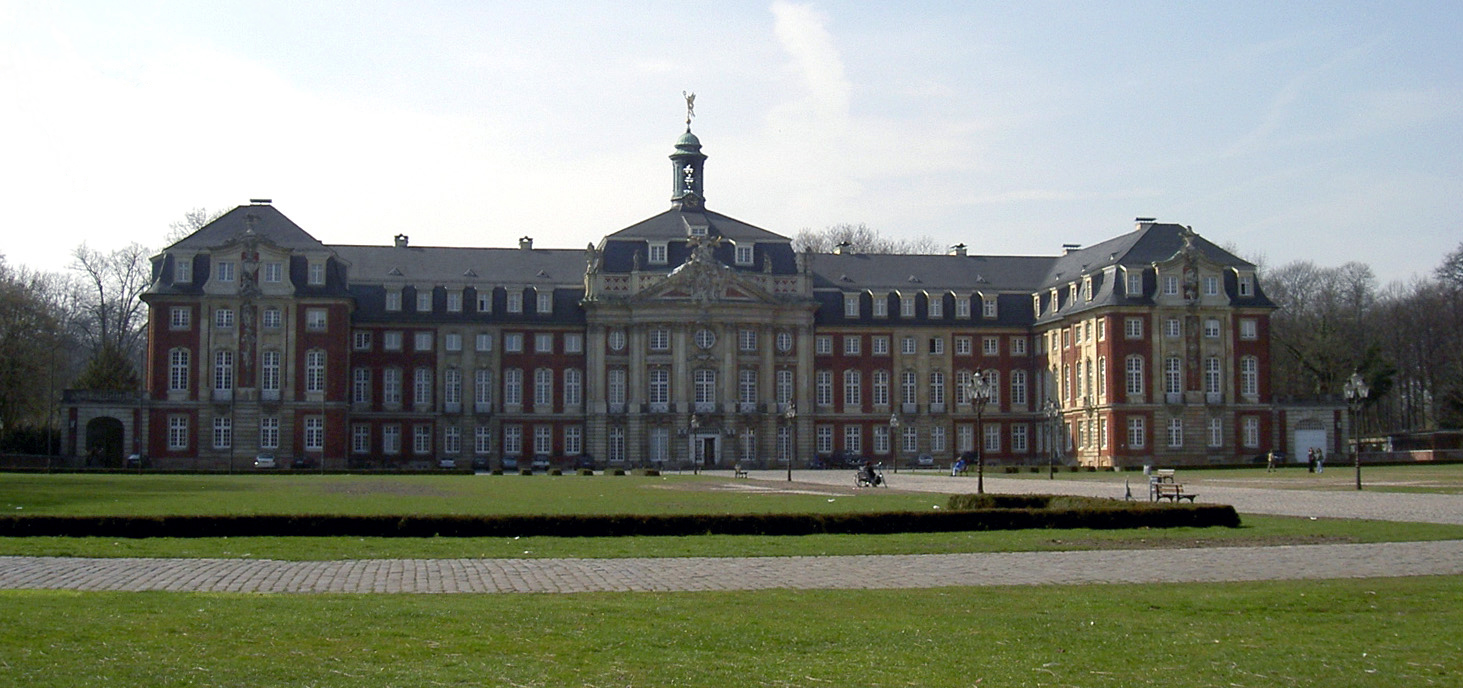
Palacio de Münster

Desde 1955, Schelsky fue miembro del consejo asesor científico de la serie de no ficción Enciclopedia alemana Rowohlt. En el mismo año, junto con Arnold Gehlen, publicó el primer manual y libro de texto de sociología en lengua alemana. Para Paul Nolte, la composición de los autores del libro muestra los esfuerzos de los editores por crear una mezcla política de autores “consagrados” y nuevas fuerzas. El resultado fue una mezcla de los nuevos métodos con las perspectivas histórico-culturales de la antigua sociología alemana. Gehlen y Carl Jantke escribieron sobre los fundamentos de sociología, René König presentó la sociología familiar, Gerhard Mackenroth la demografía, Elisabeth Pfeil la sociología de la gran ciudad, Herbert Kötter la sociología agrícola, Schelsky la sociología industrial y empresarial. Otto Stammer introdujo la sociología política y Karl Heinz Pfeffer escribió sobre sistemas sociales en comparación internacional. Mirando hacia atrás, M. Rainer Lepsius comentó críticamente que ni Karl Marx ni Max Weber ni Georg Simmel fueron mencionados en el libro.
Además, Schelsky escribió el best seller La sociología de la sexualidad (1955) y el libro La generación escéptica (1957), que también tuvo una gran circulación, convirtiéndolo en uno de los sociólogos más conocidos de la República Federal..

#### Münster y Dortmund

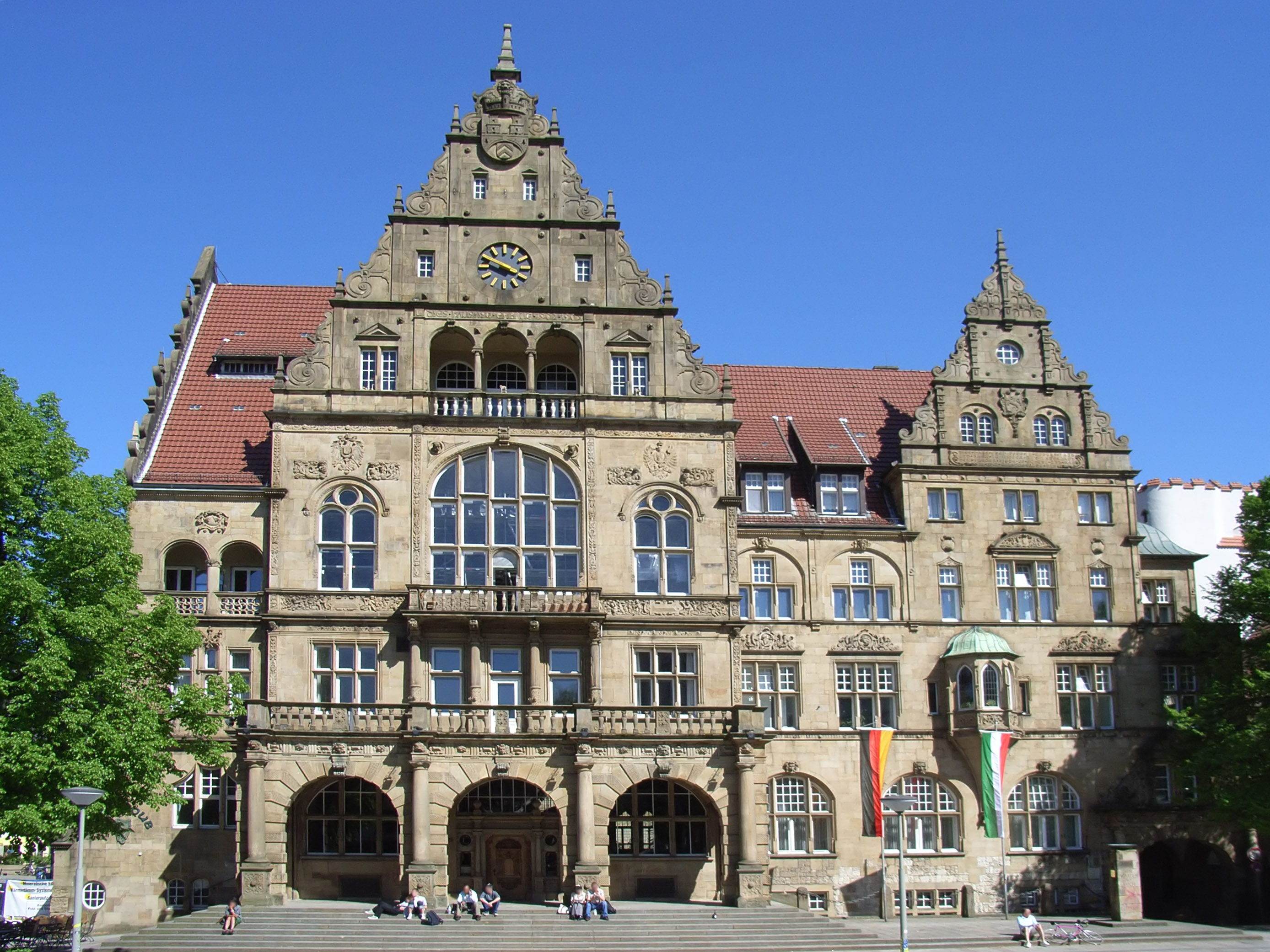
Bielefeld Altes Rathaus

En 1960 se trasladó a la Universidad de Münster, donde ya trabajaban como emérito su asesor de doctorado de Leipzig, Hans Freyer, y Gunther Ipsen, su supervisor de habilitación de Königsberg. Lo que le impulsó a cambiar de universidad fue la perspectiva de poder hacerse cargo de la gestión del centro de investigación social de la Universidad de Münster en Dortmund (SFSD), en ese momento el instituto de investigación en ciencias sociales más grande de Europa, además de su actual cátedra.
En la década de 1950, el Centro de Investigación Social de Dortmund (SFSD) se consideraba una instalación de lavado para los científicos sociales del Tercer Reich que estaban muy afectados. Schelsky despidió a Gunther Ipsen, con quien se había habilitado en Königsberg, quien era considerado el "prototipo del sociólogo nazi" y había sido jefe de departamento en el SFSD desde 1951, pero nombró al ex "sociólogo del Reich" Karl Heinz Pfeffer como SFDS -Jefe de departamento. Agregó nuevos departamentos al centro de investigación social y reclutó a Niklas Luhmann, que aún no se había graduado, como jefe de departamento. Luego recibió su doctorado y habilitación en Münster al cabo de un año, lo que Bernhard Schäfers considera "ciertamente único en la historia de las universidades alemanas".

En los años que siguieron, Schelsky convirtió su conferencia inaugural de Münster en un estudio de sociología histórica integral de la universidad alemana, que encontró su expresión periodística en el libro Soledad y libertad (1963). La investigación sobre la educación universitaria llamó la atención del Ministro de Educación del Estado de Renania del Norte-Westfalia, Paul Mikat. Nombró a Schelsky jefe del comité fundador de una nueva universidad en East Westphalia, en la que estaba dotado de un gran poder creativo: a Schelsky se le otorgó el derecho de nombrar personalmente a los demás miembros del comité, y el comité tuvo que orientarse en conceptos de reforma, que él mismo había elegido.

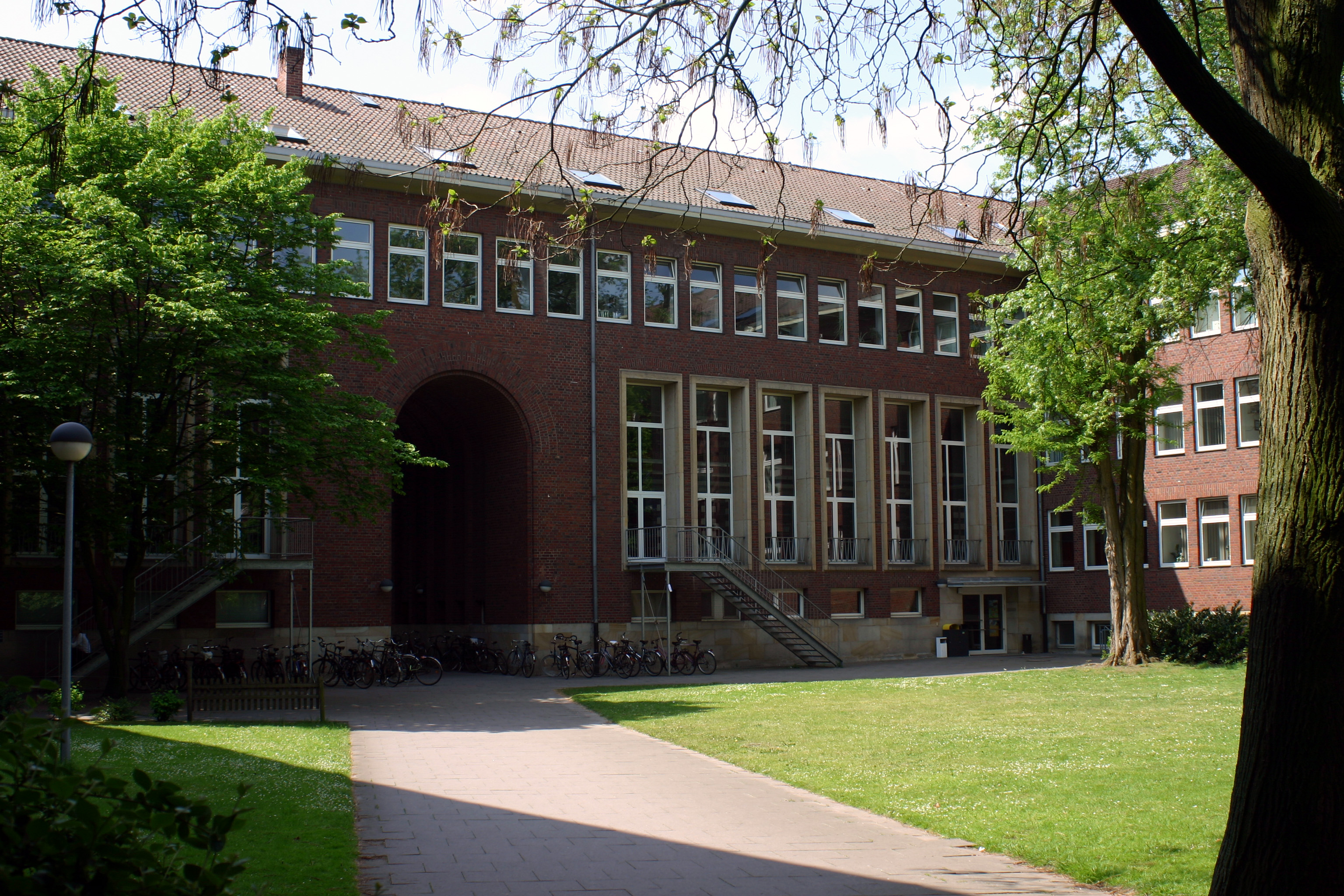
El último lugar de actividad académica de Schelsky en Alemania, el Juridicum, sede de la Facultad de Derecho de la Universidad de Münster.

Cuando se hizo evidente que Bielefeld se convertiría en la nueva sede de la universidad, hubo protestas de Paderborn que estaban dirigidas directamente hacia Schelsky. Representantes de la CDU de Paderborn distribuyeron copias de su publicación juvenil Sozialistische Lebensstand de 1934. Poco después, Schelsky renunció como presidente del comité fundador, pero revirtió este paso después de que numerosas personas de la vida pública y científica (incluidos Theodor W. Adorno y Ralf Dahrendorf) se pronunciaron a favor de que Schelsky permaneciera.

#### Bielefeld y Munster otra vez
Incluso antes de que Schelsky se convirtiera en profesor en la nueva Universidad de Bielefeld, publicó el libro Farewell to University Politics or The University in the Crosshairs of Failure en 1969. Pronto quedó aislado en los comités de la nueva universidad. Los profesores universitarios y asistentes del centro de investigación social de Dortmund para los que había encontrado trabajo en Bielefeld se “emanciparon” de él, según Bernhard Schäfers, en el contexto del movimiento de 1968. Según Niklas Luhmann, todas las decisiones clave en los comités finalmente se tomaron sin Schelsky. Sin embargo, de 1970 a 1973 fue profesor en la única facultad de sociología que se instaló en una universidad alemana. Sin embargo, trasladó sus actividades al Centro de Investigación Interdisciplinaria (ZiF) en el Castillo de Rheda, que pertenece a la Universidad de Bielefeld. Esta “institución ambiciosa y elitista”, que también fundó, correspondía a su visión de una “universidad teórica”.
Durante este tiempo llegó a la ruptura con su antiguo maestro y amigo Arnold Gehlen, que duró hasta su muerte Schelsky se había sentido tan decepcionado por la última obra de Gehlen, Moral und Hypermoral, que le escribió a él (y a Jürgen Habermas, quien había criticado públicamente la obra en términos casi idénticos) en una carta informándole que no entendía la forma y el contenido. Gehlen consideró esto como una traición personal y puso fin a su amistad de casi 40 años.
Cuando hubo muchos más conflictos en el ZiF, Schelsky transfirió toda su cátedra a la facultad de derecho de la Universidad de Münster en 1973, con el apoyo del entonces ministro de ciencia de Renania del Norte-Westfalia, Johannes Rau. Schelsky enseñó e investigó sociología jurídica en Münster y también se opuso al nuevo espíritu de la época en sus publicaciones. El más conocido de los escritos críticos de la época es El trabajo lo hacen los demás. Lucha de clases y el gobierno de los sacerdotes por parte de los intelectuales de 1975. En el siguiente libro (1976) se opuso a una supuesta privación del derecho al voto del hombre por parte del estado de bienestar.

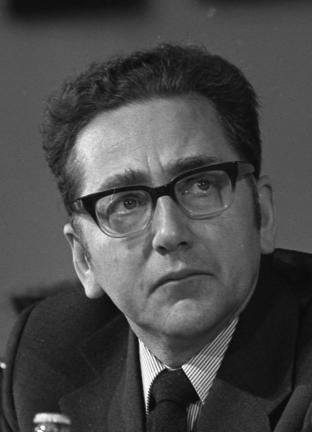
Erhard Eppler

En 1973 habló como orador invitado en una conferencia del partido CSU sobre cuestiones tácticas de adquisición de votantes. Hizo hincapié en que una socialización hacia la economía planificada, supuestamente amenazante, como se invocó en 1972 en el lema "Libertad o Socialismo" de la CDU/CSU, no podía ser el foco de su campaña. A fortiori, uno no podría presentarse contra el SPD como un "partido de trabajadores", ni como un "partido empresarial", pero podría interpretarse el alto valor de la independencia en la forma de la capacidad de disponer de los propios intereses, sin ser patrocinado. Aconsejó a los partidos de la Unión que contrarrestaran la demanda de más democracia con la demanda de más libertad, que fue particularmente retomada por Franz Josef Strauss, Hans Filbinger y Alfred Dregger. En Der Spiegel, Erhard Eppler criticó la demanda de Schelsky así como su respuesta en la Unión: la voluntad de democracia y la voluntad de libertad iban juntas; enfrentarlas entre sí significaba golpear la democracia de raíz. Dos años más tarde, Ulrich Lohmar, que seguía siendo el colaborador más cercano de Schelsky en la Academia de Economía Social de Hamburgo y ahora es profesor de ciencias políticas y miembro del SPD en el Bundestag, también describió sus declaraciones políticas como "teoría de clase de una persona frustrada".

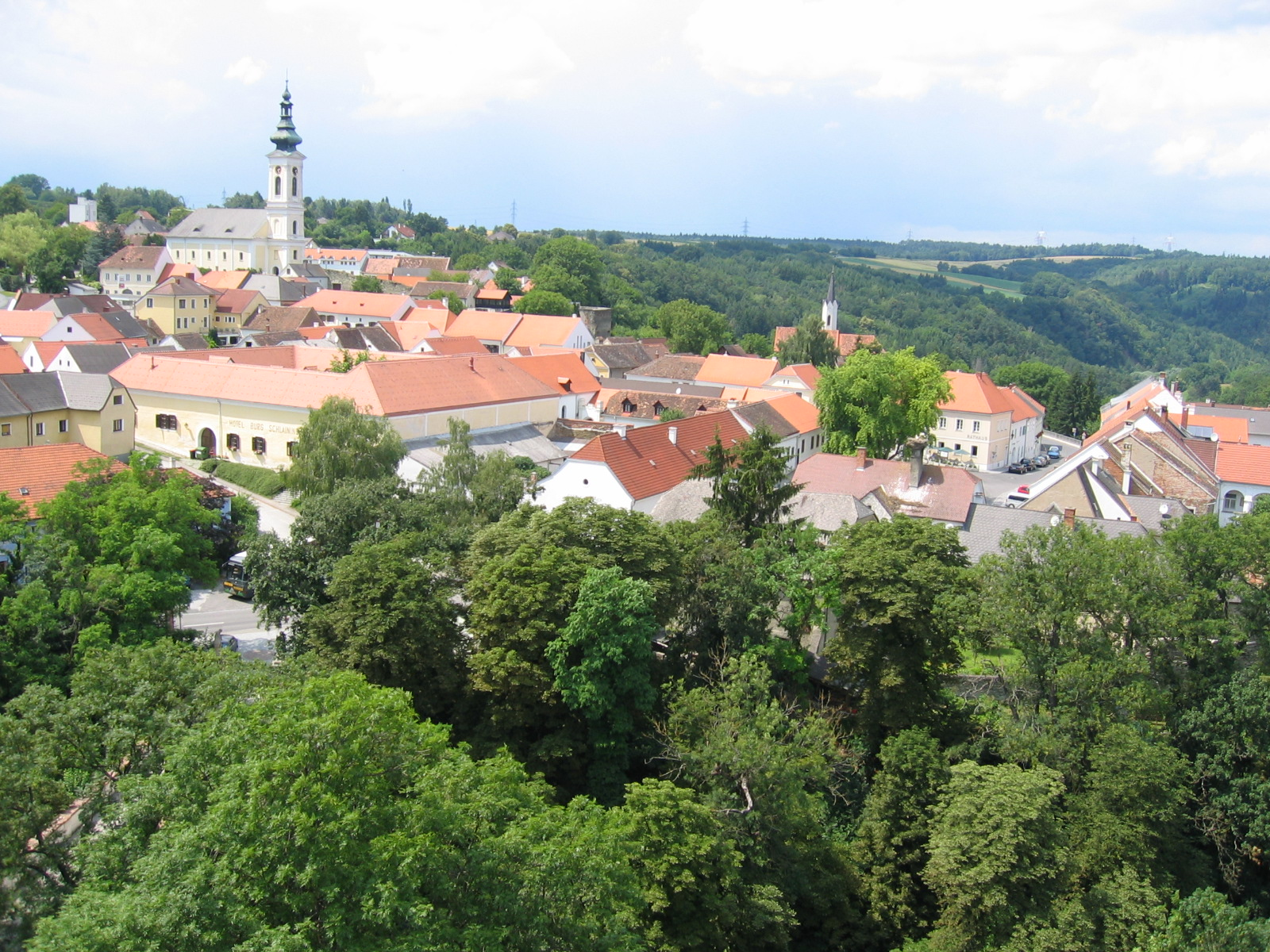
Stadtschlaining, Österreich

En 1978, Schelsky se retiró de manera rápida.

#### Retiro en el Burgenland austríaco
El desarrollo de las tesis de Schelsky hasta convertirse en un "diagnóstico amargo del declive social" dejó perdidos para él a muchos de sus compañeros, que alguna vez habían admirado su "apertura liberal a puntos de vista diferentes". Al aislamiento académico e institucional le siguió su retiro privado. Schelsky se trasladó a su casa de vacaciones en Stadtschlaining en Burgenland y desde allí asumió una cátedra honoraria en sociología del derecho en la Universidad de Graz.
En Burgenland, cerca de la frontera austrohúngara, escribió otros libros de crítica cultural. Entre otras cosas, criticó el principio de esperanza de Ernst Bloch.
En octubre de 1983, Schelsky asistió a una conferencia de su "antiguo" alumno Volker Gerhardt y sufrió una fractura en el brazo al salir del edificio, lo que hizo necesaria una hospitalización. Como resultado, su fuerza disminuyó y murió el 24 de febrero de 1984.

## Posiciones sociológicas
La posición científica básica de Schelsky era, de acuerdo con sus orígenes en la Escuela de Sociología de Leipzig, cultural-sociológica - antropológica, con la teoría de las instituciones como centro. Sin embargo, después de las experiencias del servicio de encuestas, el pensamiento filosófico abstracto ya no le ofreció una base. Experimentó lo que más tarde llamó un "giro de la realidad". Para él, la sociología se convirtió en la "búsqueda de la realidad", cuya tarea era investigar los hechos sociales, por lo que prescindió de una teoría general. En la primera década posterior a la guerra compartió esta orientación empírica con los demás representantes de la “generación fundadora” de la sociología alemana de posguerra.

### Teoría de las Instituciones
Según Arnold Gehlen, el comportamiento humano, a diferencia del de los animales, no está sujeto al control instintivo. Es responsabilidad de las instituciones sociales crear suficiente seguridad de acción. Por ello tienen un efecto de alivio y protegen a las personas de la sobrecarga sensorial. En esto Schelsky estuvo de acuerdo con su maestro. Ambos vieron en una teoría de las instituciones el mejor marco para la investigación empírica y el análisis del "cambio social ordenado" a través de reformas. Schelsky vio la ley como un paradigma para ello; consideró la sociología jurídica como "estudios institucionales aplicados".
Ya en 1949, utilizó el principio de las constituciones para mostrar cómo es concebible un “cambio institucional estable”, lo que significa que la ley es flexible. Con su ensayo sobre la reflexión permanente institucionalizada de 1957, entró en completo conflicto con Gehlen, quien sólo veía tendencias de pérdida de validez institucional en la reflexión permanente. A diferencia de Gehlen, que siempre vio a las instituciones amenazadas por la decadencia y sospechó que su deterioro tendría un impacto inmediato en la vida humana que siempre está "preparada para volverse caótica", Schelsky desarrolló una teoría dinámica de las instituciones, según la cual las instituciones existentes pueden cambiar y otras nuevas pueden surgir si equilibran la tensión entre su pretensión de validez y la necesidad subjetiva de libertad o incluso en forma de un "reflejo continuo" de las instituciones, como por ejemplo para institucionalizar la religión.
Cuando Gehlen publicó el libro <i>Moral und Hypermoral</i> en 1969, que se centró en la pérdida de validez, la crítica de Schelsky llevó a su ruptura definitiva.

### "Palabras clave del espíritu de la época"
En las dos primeras décadas después de la guerra, sus obras se convirtieron en un "reflejo del espíritu de la época" y sus libros proporcionaron "casi fórmulas para la autoimagen de la sociedad de posguerra de Alemania Occidental".
El estudio sobre "Cambios de la familia en el presente" examinó familias que experimentaban un "cambio estructural forzado" como consecuencia de la fuga, la desclasificación profesional, la muerte de un padre, el bombardeo, el encarcelamiento o la invalidez de guerra del hombre, que para casi la mitad de la población alemana eran aplicables. El resultado mostró a la familia como el factor esencial de estabilidad (la institución más importante) en un momento de una conmoción catastrófica. Una tesis del estudio dice que la presión del problema produjo una mayor objetivación, "desinternalización y descultivación", probablemente también una "enterotización" de la familia. En su lugar, pasaron a primer plano mayores demandas en el contexto de la solidaridad y la autoafirmación social y la asertividad de los miembros de la familia. Además, se registró una importancia creciente de las mujeres, que se habían vuelto más independientes durante la guerra.

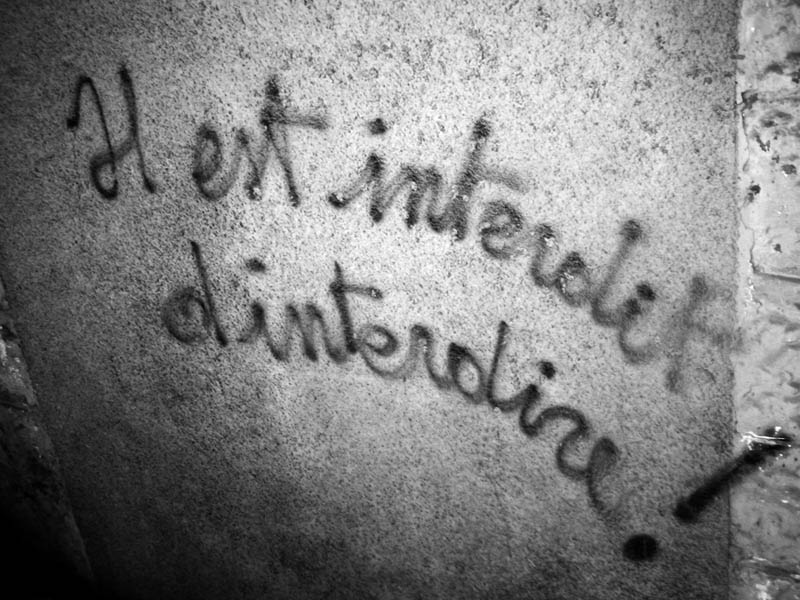
Pintada de mayo del 68

Una tendencia similar tuvo el libro más conocido de Schelsky "La generación escéptica", que se basó en los muchos estudios sobre la juventud realizados por sociólogos desde 1947. La juventud no se entendía como una subcultura, sino como una mera transición entre la niñez y la edad adulta. El título del libro ilustra las opciones políticas de los miembros decepcionados de la generación más joven que estaban ocupados en la reconstrucción, que habían sido desplegados como jóvenes soldados o como ayudantes antiaéreos en la guerra, o que eran exmiembros de las Juventudes Hitlerianas. A menudo habían experimentado el colapso del sistema como una "catástrofe de cosmovisión". Esta juventud de posguerra es descrita en el libro como más crítica, escéptica, desconfiada, falta de fe y de ilusiones que todas las generaciones anteriores de jóvenes. No tiene idealismo, programa ni consignas. Sin embargo, dado que Schelsky afirmó que su objeto de estudio representaba solo la edición alemana de una generación que había crecido en la sociedad industrial, también relativizó la importancia del trasfondo histórico específicamente alemán. Melvin Lasky comentó sobre el libro que Schelsky era "muy parecido en temperamento a sus protagonistas"; "parece estar feliz con ellos, y ellos están muy contentos consigo mismos". El libro es “un triunfo del ajuste mental de la posguerra”.
Las investigaciones de Schelsky crearon la imagen de una sociedad en la que las ideologías son mantenidas solo por las organizaciones, las ideas de lucha de clases, por ejemplo, solo por organizaciones comunistas, los sindicatos y partes del SPD. Desarrolló la tesis de que la sociedad de Alemania Occidental era claramente, como todas las sociedades industriales, una sociedad "sin clases" y, por lo tanto, una estructura social políticamente integrada (el sucesor histórico de la sociedad de clases). Se ha desarrollado un “estilo de vida pequeñoburgués, de clase media”, una “sociedad nivelada de clase media”. Los términos de clase y estrato se han vuelto inapropiados. En particular, la producción en masa de bienes de consumo, así como de bienes de confort y entretenimiento, habría justificado la superación del estatus de clase de la sociedad industrial.
Durante la fase creativa en la que se crearon estas obras, Schelsky no solo fue un "creador de palabras clave", sino también un asesor muy solicitado. Durante la era Adenauer, asesoró a los sindicatos y al SPD y, sin embargo, fue nombrado miembro del consejo asesor científico del Ministerio de Asuntos de la Familia dirigido por la CDU.

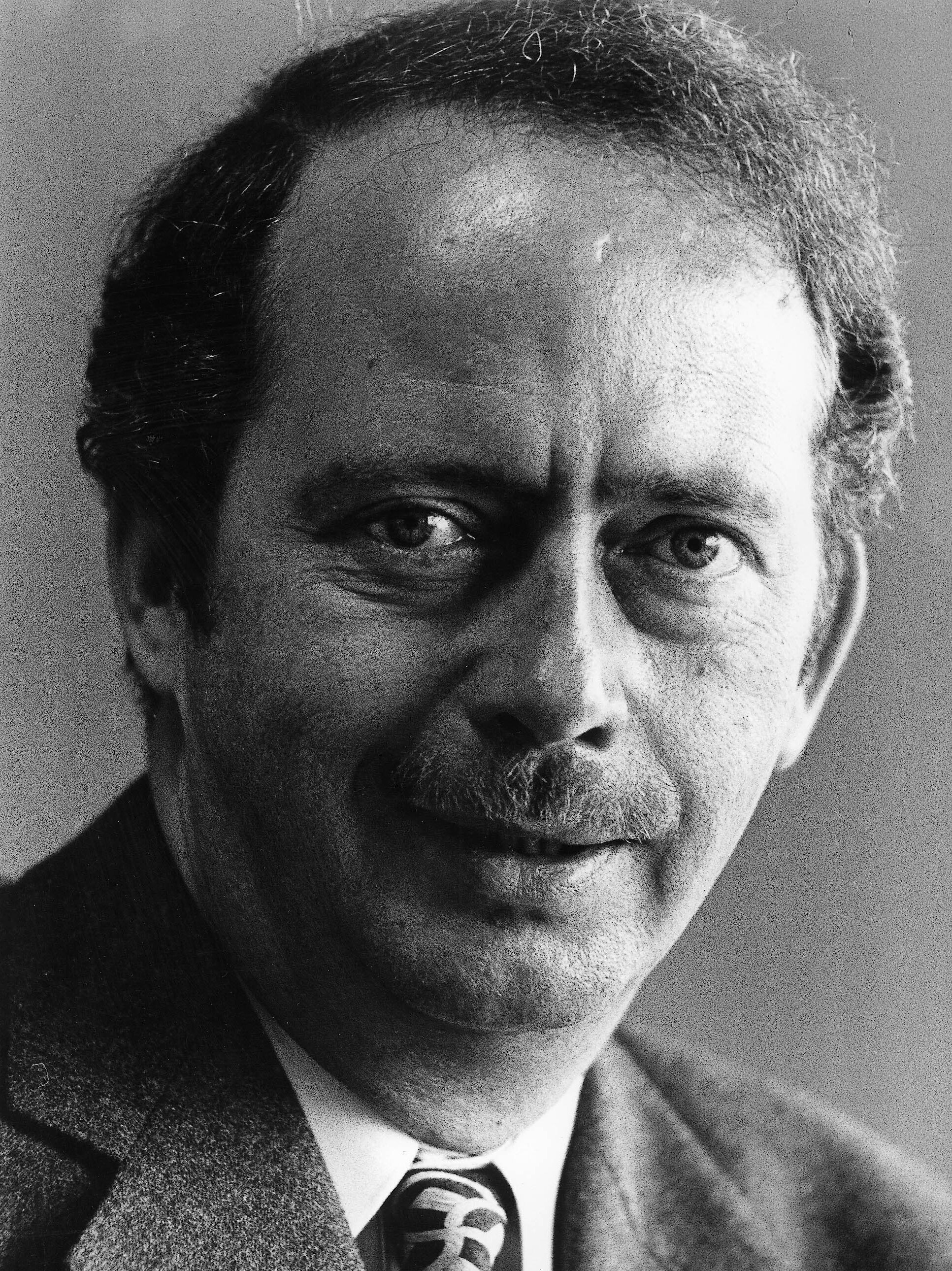
Ralf Dahrendorf en 1980

### Crítica intelectual y "antisociología"
Ya en 1959, en Determinar la ubicación de la sociología alemana, Schelsky insinúa su crítica de la sociología y esboza un borrador de la alternativa. La sociología, que surgió como un producto escindido de la economía y la filosofía, se había convertido en una ciencia funcional basada en el modelo americano. Sin embargo, como "análisis cultural" y "crítica contemporánea" siguen cumpliendo tareas sociofilosóficas de interpretación, pero eso ha degenerado en el diletantismo y el provincianismo. En la "época post-ideológica" también se debe tener en cuenta la "impotencia del hombre" y la "libertad del hombre en la sociedad". Esto requiere una “teoría trascendental de la sociedad”. Sin embargo, Schelsky no participó en el desarrollo de tal teoría como él habría querido.
Contra una sociología que asumió un papel protagónico para el “Zeitgeist” del movimiento del 1968 y se convirtió en la “ciencia clave” del siglo XX, que se había vuelto comparable al papel de la ciencia histórica en el siglo XIX, Schelsky formuló el folleto El trabajo de los demás. Lucha de clases y el gobierno sacerdotal de los intelectuales. En una reseña, Ralf Dahrendorf llamó a Schelsky el “ideólogo de la Nueva Derecha”.
Schelsky agudizó la crítica en una especie de "antisociología" cuya tarea era cuestionar a la sociología como una "ciencia que conduce a la conciencia" utilizando los mismos medios de la argumentación sociológica. Diagnosticó "desastrosas" "tendencias a la reideologización" del sujeto tomando como ejemplo la "investigación de la paz como doctrina de salvación", la sociología del conflicto, la planificación educativa y una "teología politizada". Quería reemplazar el “Principio de la esperanza” de Ernst Bloch por un “Principio de la experiencia” antiutópico. En el libro Funcionarios. ¿Ponen en peligro el bien común?, que apareció en cuatro ediciones en 1982, escribió que debería considerarse no solo mantener perseguibles las provocaciones raciales y de guerra extremas, sino también "la incitación a la lucha de clases, especialmente si se combina con amenazas contra la paz social o incluso con la violencia".

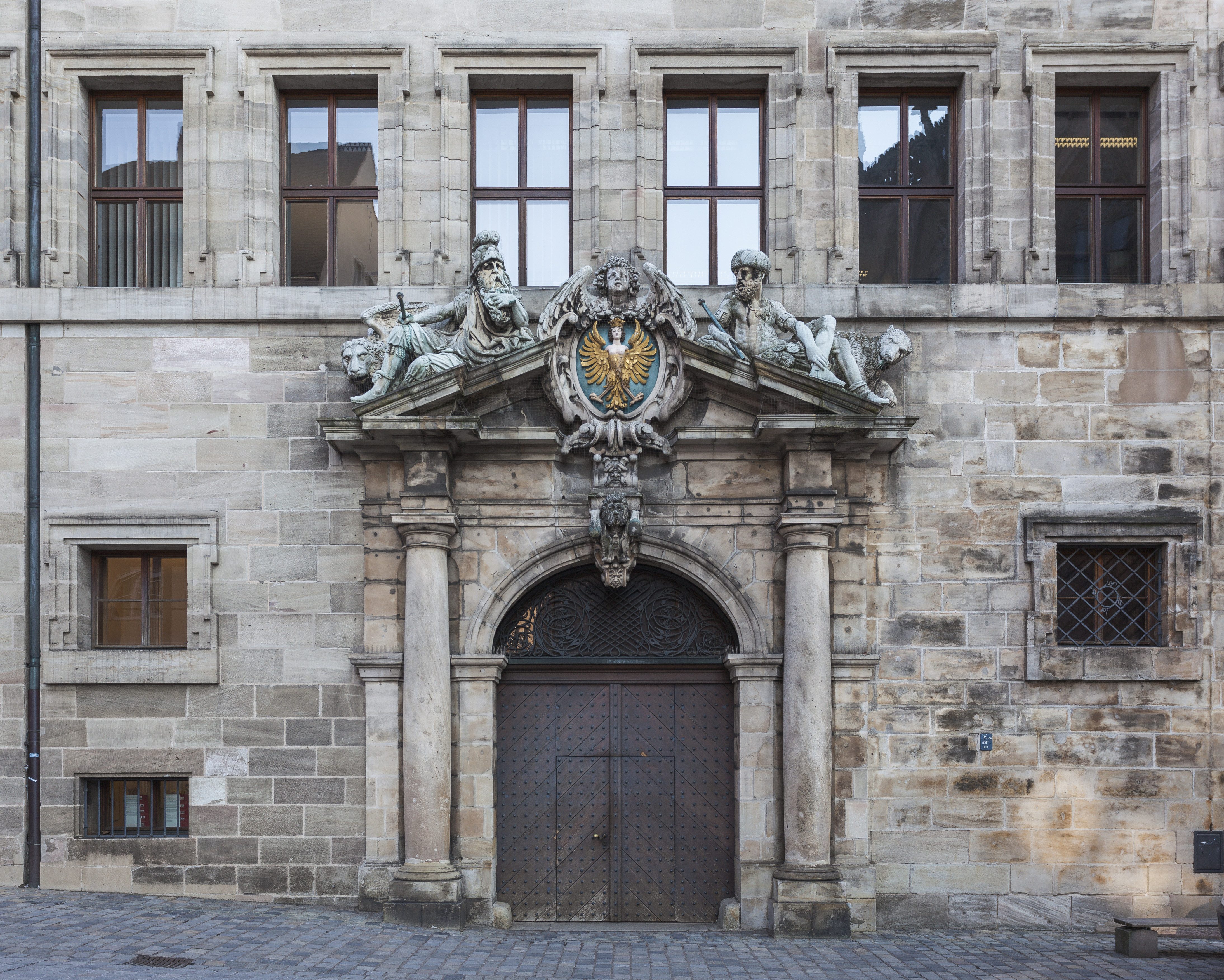
Antiguo Ayuntamiento, Núremberg, Alemania

Muchos críticos interpretaron este cambio en la comprensión de Schelsky de la sociología en el sentido de que después de su compromiso vital y exitoso con esta ciencia joven en las décadas de 1950 y 1960, ya no pudo domar los espíritus que él mismo había convocado en gran medida ya que todo era demasiado izquierdista para él desde el 68 y por eso él mismo se convirtió en antisociólogo. Su alumno Janpeter Kob considera limitada esta interpretación. Kob sintió que la comprensión de la sociología de Schelsky era bastante consistente con él mismo. Sin embargo, habían pasado a primer plano dos aspectos que siempre han estado ahí: los prerrequisitos trascendentales y precientíficos de la sociología y sus efectos prácticos transcientíficos. Con respecto al "peligro político del intelectualismo", Christian Graf von Krockow señaló una "continuidad sorprendente" entre las publicaciones críticas del espíritu de la época de Schelsky y su tesis de habilitación sobre Thomas Hobbes de 1940.

## Papel en la sociología alemana de posguerra

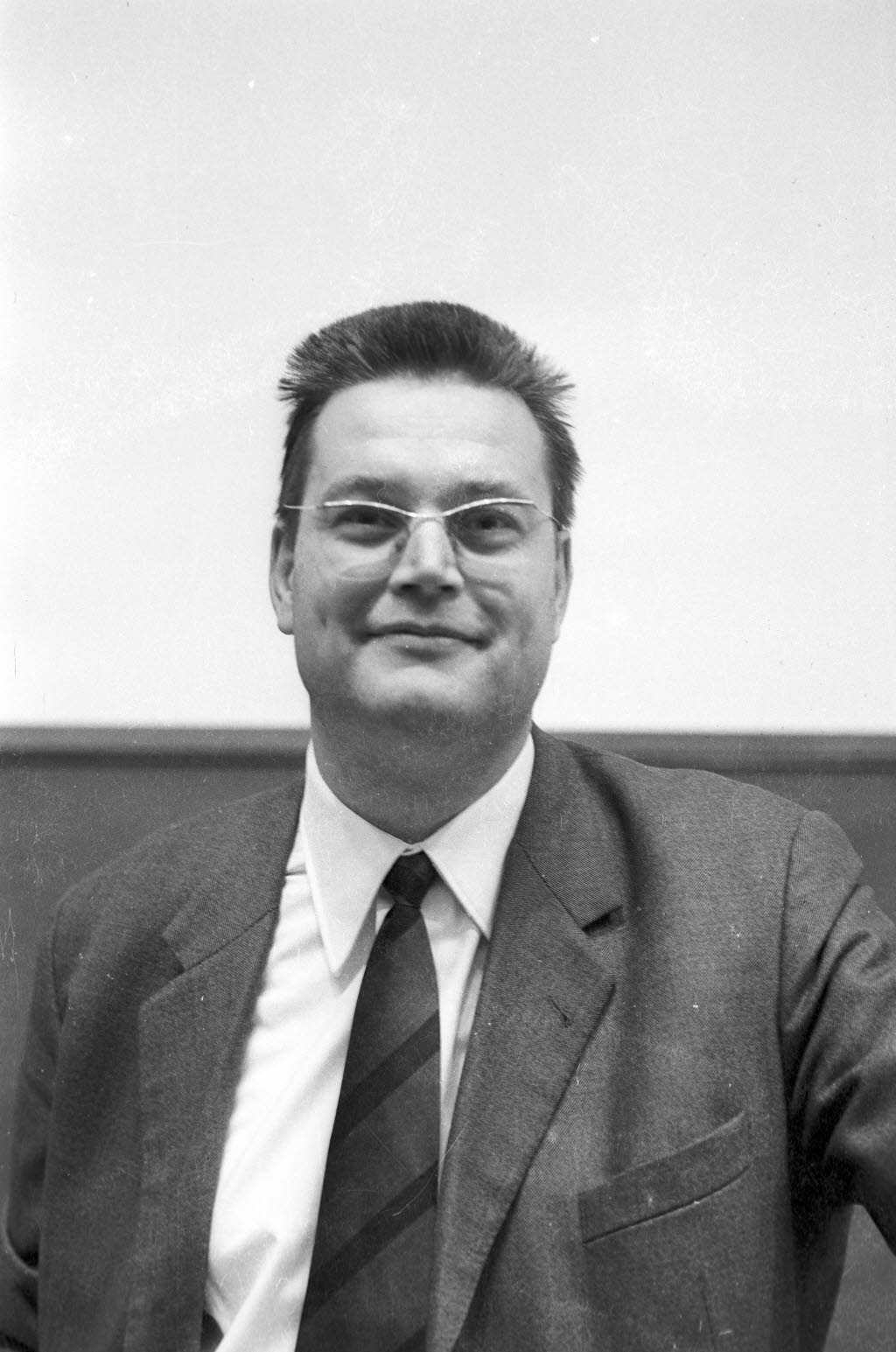
Prof. Dr. Lars Clausen (Kiel)

La importancia de Schelsky para la sociología de Alemania Occidental fue ambivalente. Como fuente de inspiración para los estudios empíricos y promotor del talento joven, fue influyente pero, a diferencia de Adorno y König, no formativo en el sentido más estricto, ya que sus obras eran demasiado heterogéneas y extensas. Precisamente por eso, sin embargo, trabajó en muchas subdisciplinas, así como en el derecho y la política en una fase en la que las ciencias sociales estaban aún poco diferenciadas. "En términos de política científica", dice Karl-Siegbert Rehberg, "terminó del lado de los perdedores".

### Relación con la sociología en el nacionalsocialismo
Schelsky fue miembro de la Sociedad Alemana de Sociología (DGS), que se restableció en 1946. En 1949, a instancias de la UNESCO y con la participación de René König, se fundó la Asociación Sociológica Internacional (ISA), a la que se adhirió la DGS como organización miembro. Antiguos “sociólogos del Reich” se opusieron a la supuesta americanización de la DGS que, en palabras de Gunther Ipsen, pronto se convirtió en una “guerra civil en sociología”. En 1951, los críticos de la llamada "sociología de la UNESCO" fundaron una sección alemana del tradicional Instituto Internacional de Sociología (IIS), recién creado por el exfascista italiano Corrado Gini. Hans Freyer se convirtió en presidente de la sección alemana. Otros miembros de la sección alemana del IIS se convirtieron, entre otros, Ipsen, Wilhelm Brepohl, Arnold Gehlen y Karl Valentin Müller. Según Stefan Kühl, el IIS fue el “retiro organizativo” de los sociólogos alemanes “que fueron desacreditados por muchos de sus colegas debido a su compromiso con el nacionalsocialismo. El conflicto abierto estalló cuando se supo en 1957 que el IIS celebraría su 18.º aniversario en el Congreso Internacional de Sociología de 1958 en Núremberg y este proyecto se llevó a cabo en clara oposición a la DGS. Schelsky había maniobrado con cautela entre las dos organizaciones y no se había unido a la sección alemana del IIS, pero había asistido a su reunión inaugural. Debido a su lealtad al grupo de "insurgentes de derecha", perdió el apoyo que necesitaba para convertirse en presidente de la DGS, como se pretendía originalmente. Su aporte para el Día de los sociólogos en Berlín en 1959, luego se retiró e hizo el controvertido libro "Ubicación de la sociología alemana".
En su "Ubicación", Schelsky contradijo la evaluación generalizada de las décadas de la posguerra de que la sociología alemana "había sido brutalmente paralizada por completo alrededor de 1933". Afirmó que la sociología alemana ya había llegado a su fin antes de 1933: "Las melodías se habían tocado, los frentes se habían congelado. En la polémica que siguió, René König, refiriéndose a las obras de Karl Mannheim y Theodor Geiger, defendió con vehemencia la tesis de que la sociología alemana, tras estancarse en 1928, experimentó una ola de renovación que luego se truncó en 1933.
Schelsky no ocultó su pasado. Inicialmente respondió con gran apertura a la necesidad de discusión de los estudiantes a fines de la década de 1960. Y en su discusión sobre la "esperanza de Bloch", se refirió autocríticamente a su anterior entusiasmo por el nacionalsocialismo, también para decir que su advertencia de vulnerabilidad a otros movimientos e ideologías totalitarios era creíble. No se comprometió en un examen crítico del papel de la sociología empírica bajo el régimen nazi. Retrató sus actividades políticas durante el "Tercer Reich" como pecados juveniles.

### Promoción de jóvenes sociólogos
En 1970, Schelsky había completado diecisiete habilitaciones y supervisó más de 100 doctorados. Entre sus candidatos de habilitación, que luego se convirtieron en titulares de cátedras, se encontraban sociólogos tan diversos como Lars Clausen (Universidad de Kiel), Friedrich Jonas (Universidad de Mainz), Franz-Xaver Kaufmann (Universidad de Bielefeld ), Janpeter Kob (Universidad de Hamburgo), quien más tarde se acercó al DKP, Hans Jürgen Krysmanski (Universidad de Münster), Hans Linde (quien ya había trabajado como sociólogo agrícola bajo el nacionalsocialismo y enseñó en la Universidad Técnica de Karlsruhe de 1962 a 1981), Niklas Luhmann (Universidad de Bielefeld), Rainer Mackensen (Universidad Técnica de Berlín) y Helge Peters (más tarde representantes de la criminología crítica, Universidad de Oldenburg). En su obituario sobre Schelsky, Dahrendorf escribió: "Ha apoyado a muchos que no compartían sus opiniones, mostrando la generosidad de su corazón."
Resulta controvertido si se puede hablar de una "escuela de Schelsky" en el sentido más estricto. Según los contemporáneos, tenía el carisma de un líder de escuela, pero no hubo una mayor recepción y representación pública de sus principios rectores por parte del alumnado. Por eso, algunos historiadores de la sociología no hablan de una escuela, sino de un “círculo de Schelsky”.

## Honores
- 1961: Miembro de Honor de la Sociedad Latinoamericana de Sociología[77]
- 1968: Doctorado honoris causa por la Universidad Nacional de Córdoba, Argentina[77]
- 1968: Doctorado Honorario de la Universidad de Pernambuco, Recife, Brasil[77]
- 1973: Gran Cruz Federal del Mérito[78]
- 1977: Premio Konrad Adenauer de la Fundación Alemana para la Ciencia[77]
- 1983: Senador honorario de la Universidad de Bielefeld[79]